# Édouard Montpetit
Pour les articles homonymes, voir Édouard Montpetit (homonymie).
Édouard Montpetit, né le 26 septembre 1881 à Montmagny et mort le 27 mars 1954 à Outremont, est un avocat, économiste et universitaire canadien. Il joue un rôle majeur dans le développement de la science économique au Québec au début du XXe siècle. Intellectuel proche de la mouvance nationaliste, il est notamment préoccupé par la question de l'infériorité économique des francophones au Canada. Il est étroitement associé à la mise sur pied d'une université moderne au Québec.

## Biographie

### Les premières années
Né le 26 septembre 1881 à Montmagny, fils d'André-Napoléon Montpetit (1840-1898), avocat, journaliste et écrivain, et d’Adèle Labelle (1847-1911), fille de J.-B. Labelle, professeur, il est le dernier de sept enfants qui parvinrent à l’âge adulte. Il perdit son père très jeune, alors qu’il étudiait en Belles-Lettres au Collège de Montréal. De son propre aveu, « cette mort fut un événement qui marqua sa vie pour toujours ».
Peu après sa naissance, la famille s’installa à Montréal. Comme le rappelle l'économiste François-Albert Angers, « Montpetit appartenait à la petite bourgeoisie de Montréal et à son cycle de formation du jardin de l'Enfance des Sœurs de la Providence suivi du cours classique. » Il commença celui-ci au Collège Sainte-Marie, qu’il quitta cependant après peu de temps. Ses parents l’inscriront ensuite au Collège de Montréal, où il fit ses études de 1890 à 1899. Il obtient le baccalauréat ès-arts en 1901.
Angers précise que, dans ses jeunes années, il était « pétri d'intellectualisme et avait au surplus un tempérament d'artiste ». Dans ce milieu familial aisé et cultivé, Montpetit développa un goût pour les réalités intellectuelles et éprouva une « attirance précoce (…) pour la littérature, entendue ici dans son sens le plus large. Il s'abreuve essentiellement à des sources de langue française, laissant de côté les courants d'idées anglo-saxons (…) ».
Il poursuivit par la suite ses études à l’Université Laval de Montréal en vue d’obtenir une licence en droit, qu’il décroche en 1904. Le 23 janvier 1905, il épousa Hortense Varin, fille d'Ernest Varin, avec qui il aura deux enfants, Guy et André. Protégé de l'avocat et premier ministre Lomer Gouin, il fut admis dans son étude comme second clerc. Il devint, cette même année, membre du barreau, et commença à exercer la profession d’avocat, en s’associant à l’un de ses amis, Arthur Vallée. Mais « comme son père, il ne savait pas réclamer ses honoraires et le démon de la parole et de l’écriture le tenait. » Un changement d’orientation allait intervenir dans sa vie professionnelle.

### Débuts de carrière universitaire
Selon Rodolphe Joubert, qui a compilé minutieusement les publications et témoignages sur la vie de l'économiste, c'est la lecture d’une conférence sur l’économie politique prononcée en 1885 par Charles Savary qui aurait déterminé le choix, de la part de Montpetit, d'une nouvelle orientation professionnelle. Après avoir lui-même prononcé une conférence sur le sujet, il reçut une proposition afin de devenir chargé de cours en économie politique à la faculté de droit de l’Université Laval de Montréal, proposition qu’il accepta.
Voulant se donner une formation intellectuelle plus étoffée, il décida de poursuivre ses études en Europe. Grâce à l’appui du premier ministre Gouin, il devint, en 1907, le premier boursier universitaire officiellement délégué par la province de Québec à Paris. Pendant son séjour dans cette ville (il devait y rester deux ans, mais ce sont trois qu’il y passa), il étudia et les sciences politiques et les sciences sociales à l'École libre des sciences politiques et au Collège des sciences sociales, obtenant des diplômes dans ces deux champs d'étude.
En septembre 1910, il commença à enseigner à l’École des hautes études commerciales de Montréal (HEC Montréal), inaugurée en 1907, ce qu’il fit jusqu’en 1939. Toujours en 1910, il recommença à donner ses cours à la faculté de Droit, un enseignement qu’il poursuivit jusqu’au terme de sa vie. Durant sa carrière, Montpetit donna également des cours à l'École polytechnique de Montréal, à la Sorbonne et à l'Université de Bruxelles[Laquelle ?].

### À l’Université de Montréal

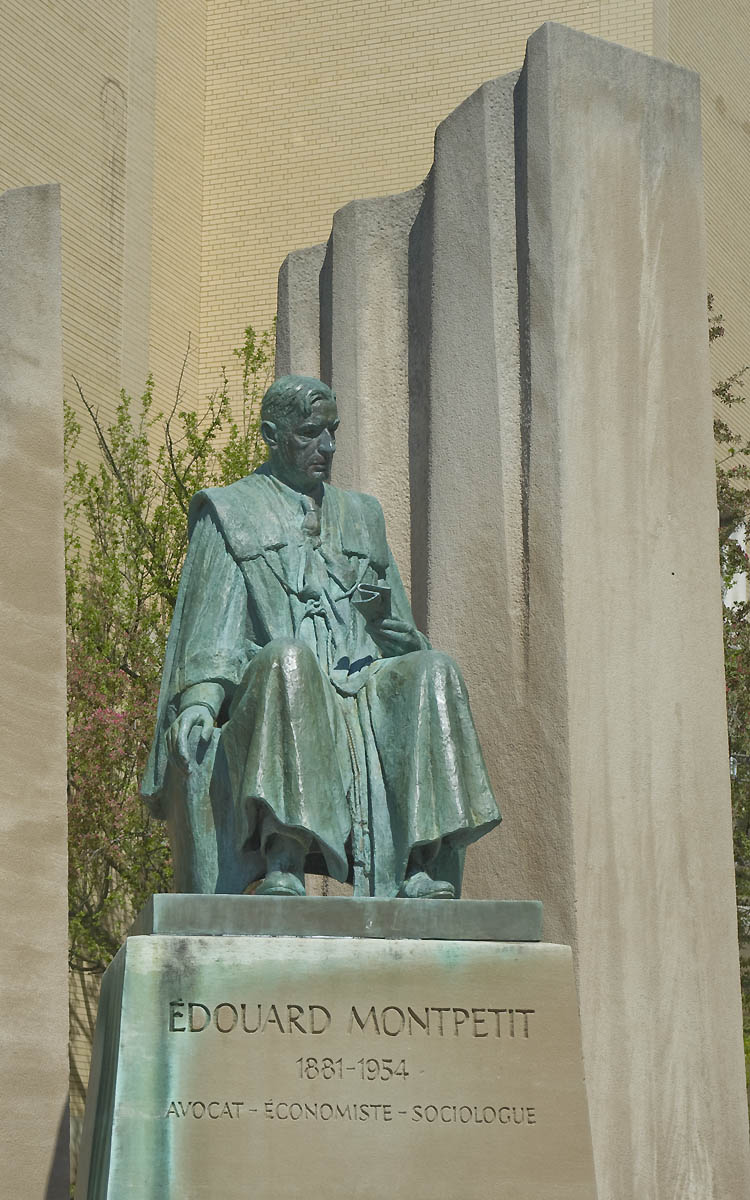
Statue d’Édouard Montpetit (1967), par Sylvia Daoust, sur le campus de l’Université de Montréal.

Le 24 mars 1920, Montpetit est nommé secrétaire général de l’Université de Montréal, qui a obtenu son indépendance de l’Université Laval de Québec. Entre cette année 1920 et 1952, il occupa plusieurs fonctions dans cette institution, notamment celles de directeur des relations extérieures (1931-1952), de doyen de la faculté des Sciences sociales, de membre du sénat académique et de membre de la commission d’administration.
En plus de ces responsabilités institutionnelles, « il se voit confier la tâche de ‘’délégué universitaire’’ et, dans le cadre de colloques, il visite diverses universités, tant aux États-Unis qu'en Europe. » Par exemple, en 1921, rappelle le sociologue Marcel Fournier, Montpetit fit partie de la délégation qui se rendit à Rome pour faire valoir les revendications de l'Université de Montréal; la même année, il fut délégué de l’université au congrès des universités de l'Empire à Oxford. « Porte-parole des milieux universitaires québécois francophones, Édouard Montpetit s'identifie étroitement au renouveau de l'institution universitaire. »
En 1920, il fonda, en s’inspirant de modèles catholiques français et belges, l’École des sciences sociales, économiques et politiques, dont il assuma la direction jusqu'en 1950. Cette institution avait pour but de « former une élite qui pourra indiquer des directions dans le triple domaine de la politique, de l’action sociale et du journalisme ».  L’école vise moins à former des spécialistes qu’à donner une formation générale aux futurs membres de l’élite canadienne-française. Pour Angers, elle ne sera, jusqu’en 1945,  qu’« une école du soir », et non une véritable faculté universitaire.
Montpetit sera également, pendant plusieurs années, secrétaire, puis vice-président de l’Institut scientifique franco-canadien, fondé en 1926 par Louis-Janvier Dalbis, professeur de biologie à l’Université de Montréal, dans le but d’inviter au Québec des conférenciers français dans les domaines des sciences, de la médecine, des sciences humaines et de la littérature.

### Au service des gouvernements
Marcel Fournier souligne que Montpetit projetait l’image de « l’académicien au-dessus de la mêlée », une image faite de neutralité et d’équilibre. L'historien Martin Petitclerc rappelle toutefois qu’il fut « profondément redevable au gouvernement québécois, et évidemment au Parti libéral au pouvoir depuis 1897, pour cette carrière prestigieuse ». Son père, rappelons-le, avait été un partisan de Wilfrid Laurier. On a évoqué plus haut ses liens avec Lomer Gouin. Mentionnons qu’il fut également très proche d’Athanase David, un autre politicien libéral de premier plan.
Il fut sans doute bien servi par cette image de neutralité lorsqu’il fut nommé, par le gouvernement libéral provincial de Louis-Alexandre Taschereau, à la présidence de la Commission des assurances sociales du Québec (mieux connue sous le nom de « Commission Montpetit »). Dans les sept rapports qu'elle publia entre 1930 et 1932, cette commission d’enquête fit des recommandations afin que le gouvernement québécois mette sur pied une politique québécoise d'aide sociale.
De 1929 à 1937, Montpetit dirigea l'émission L'Heure provinciale à la radio de CKAC. Cette émission, commanditée par le gouvernement du Québec, présenta à chaque semaine des conférenciers professionnels ainsi que des concerts en direct. En 1941, Montpetit est nommé directeur général de l'Enseignement technique de la province de Québec, un poste qu'il occupa quelques années en dépit de problèmes de santé sérieux.
Il a aussi représenté les gouvernements québécois et canadien dans le cadre de diverses manifestations internationales. En août 1935, le premier ministre fédéral Bennett le nomme délégué à la Société des Nations, à Genève. Il représente le Canada, en compagnie de James H. Woods et Winnifred Kydd, aux assises de septembre.

### Dernières années
À partir des années 1930, Montpetit est miné par des ennuis de santé sérieux. Il subit une première intervention chirurgicale majeure en 1936. Il sera à nouveau opéré en 1943, alors que son médecin ne lui donnait que six mois à vivre. À sa sortie de l'hôpital, début 1944, il reprend ses fonctions de secrétaire général de l'Université de Montréal, qu'il occupera jusqu'en 1950. C'est également l'époque où il entame la rédaction de ses souvenirs. Il décède le 27 mars 1954, à son domicile d'Outremont, après une brève maladie. Ses obsèques eurent lieu le 31 mars suivant, en l'église Saint-Germain d'Outremont, en présence de nombreuses personnalités. Il repose au cimetière Notre-Dame-des-Neiges, à Montréal.

## La pensée d'Édouard Montpetit

### Économie
Pour l’économiste François-Albert Angers, Montpetit est le « premier économiste professionnel » du Canada français. Selon l’historien Pierre Savard, il « s'inscrit dans la lignée clairsemée des pionniers des sciences sociales depuis Étienne Parent en passant par Edmond de Nevers, Errol Bouchette et Léon Gérin ».
On ne saurait cependant présenter Montpetit comme un économiste dans l’acception contemporaine de ce terme. D’abord parce que sa vision de l’économie reste indéniablement conditionnée par la doctrine catholique et par le nationalisme dont il faisait siens les principes. Par ailleurs, il fut sans doute davantage un éducateur populaire, un vulgarisateur, qui aspirait à « éveiller le peuple québécois au sens de l'économique », qu’un scientifique ou un chercheur. Son importance doit cependant être soulignée dans le développement de l'enseignement universitaire des sciences économiques au Québec.
Le tempérament littéraire de Montpetit paraît souvent en concurrence avec l'exigence de rigueur de l'homme de savoir. « Chez Montpetit, qui est autant essayiste que scientifique, tout a tendance à s’entremêler : le patriotisme avec le souci d’objectivité, une glorification parfois excessive du passé avec des vues sur l’avenir. »  Un de ses contemporains, l’historien Lionel Groulx, s'interroge même sur la scientificité de sa démarche : « Montpetit, si académicien, avec de si larges parties de poète, avait-il les aptitudes d'un véritable économiste et d'un sociologue ? »
Angers a bien cerné en quelques lignes sa vision de l’économie : « Comment concevait-il la science économique ? Très nettement comme une science vraiment expérimentale, en opposition aux tendances abstraites qui ont caractérisé les théories pures des classiques et qui ont été remises à la mode, en ces dernières années, par le keynésianisme et les modèles mathématiques. Fidèle à l'éclectisme de ses maîtres français, mais plus affirmatif que la plupart d'entre eux, Montpetit tient que l'économie politique est une science de la vie, qui doit partir des faits vivants, et non pas de postulats, d'abstractions ou de symboles. » Pour Christian Belhumeur-Gross, « la méthode de Montpetit (…) est peu théorique et essentiellement basée sur l’observation des faits. En ce sens, elle est similaire à celles de [W. A.] Mackintosh et [Harold A.] Innis et on remarque une proximité avec l’institutionnalisme américain. »
Montpetit est fortement attaché au libéralisme, tant sur le plan économique que sur le plan politique et social. Mais il n’est pas question ici de libéralisme classique, encore moins d’un libéralisme d’inspiration keynésienne. Il s’agit d’un libéralisme d’inspiration chrétienne, dont l’assise est la doctrine sociale de l’Église catholique : acceptation des lois du marché et de la propriété privée, etc. « Il se montre cependant hostile au laissez-faire, qu’il juge amoral et responsable de la montée des iniquités sociales et, par le fait même, de l’émergence des mouvements révolutionnaires. »
L'historien Jonathan Fournier évoque, dans un article, la « symbiose entre les économistes canadiens-français et les milieux nationalistes et cléricaux » au début du 20e siècle. Édouard Montpetit en est un bon exemple. « Cette particularité s’explique par la volonté des nationalistes de reconquérir une économie qui appartient en grande partie à des intérêts étrangers. » Pour Belhumeur-Gross, la vision de Montpetit est plus complexe « et ne repose pas sur les uniques bases d’un nationalisme de survivance. Elle tire en partie ses origines de l’économie politique française et elle tente de faire le pont entre un libéralisme classique et une pensée libérale d’inspiration chrétienne. Elle se situe entre tradition et modernité. » Montpetit « se distingue de ses collègues, dont Esdras Minville, par son refus de condamner intégralement le libéralisme et d’adhérer au corporatisme, qui trouve d’ailleurs un terrain fertile dans les milieux universitaires et intellectuels francophones. »
S’il a prononcé un grand nombre de conférences et publié quantité d’articles de toutes sortes et de livres, sur des sujets économiques ou autres, sans doute faut-il reconnaître, avec François-Albert Angers, que l’œuvre de Montpetit ne fut pas « réellement importante en termes d'ouvrages savants ». Angers est d’avis que « le corps principal de l'effort ‘’scientifique’’ qu'aurait voulu poursuivre Édouard Montpetit » tient en trois ouvrages, totalisant cinq volumes, publiés entre 1932 et 1942 : Sous le signe de l'or (1932), Les Cordons de la bourse (1935) et La Conquête économique (en trois tomes, 1938, 1940, 1942).  Sous le signe de l’or est une étude du système monétaire canadien tel qu'il fonctionnait en 1931. C’est, précise Angers, le seul ouvrage « vraiment technique que publie Montpetit ». Dans Les cordons de la bourse, ce dernier explique le mécanisme du budget de l’État. Ses deux ouvrages « font office de manuel d’économie bien plus que d’essai théorique ou empirique sur des questions d’ordre économique ».
Quant à son ouvrage intitulé La Conquête économique, le titre fait quelque peu illusion. « (…) La Conquête économique sert à couvrir les regrets qu'entretenait l'auteur de ne pouvoir faire davantage, car il est trop accaparé à l'Université de Montréal. Conscient de la demande du public pour des écrits de Montpetit, l'éditeur Bernard Valiquette le convainc de rééditer les textes d'actualité qu'il se laisse arracher pour des revues et des conférences. »

### Nationalisme
En 1914, Montpetit fait paraître son premier ouvrage : Les survivances françaises au Canada, qui réunit le texte de deux conférences qu'il prononça à l'École libre des sciences politiques, à Paris, les 13 et 20 juin 1913. Il y montre son attachement pour la France. Le Canada français est d’ailleurs pour lui comme une « province de France, la plus éloignée, la moins connue, la plus oubliée, mais une province de France quand même ». Il expose aussi dans cet ouvrage la place des Canadiens français dans l’histoire du pays, leurs luttes opiniâtres, en adoptant une perspective que l’on pourrait qualifier de « loyaliste ». L’esprit de modération chez lui s’applique également à ses idées politiques, car il a manifestement le souci d’une réconciliation entre les Canadiens français et les Canadiens anglais. Abordant la question de l’économie politique, il estime que les Canadiens français « doivent, comme ils l'ont toujours fait, se servir des armes mêmes dont on pourrait les menacer et, dans un combat tout pacifique cette fois, le combat économique, assurer définitivement leur survivance par une suprême victoire ».
Pour Montpetit, la question nationale canadienne-française devient une question économique. Il s’agit d’une préoccupation qu’il aura tout au long de sa vie. Il fera notamment partie de l’équipe initiale de la revue montréalaise nationaliste L’Action française, autour du prêtre-historien Lionel Groulx. Pour l'historien Jean-Claude Dupuis, l’influence de Montpetit sur la pensée économique de la revue est cruciale et elle se fera surtout sentir au cours de la période 1917-1923. C’est d’ailleurs lui qui écrivit, en janvier 1917, dans l'article principal du premier numéro de L'Action française :  « La question nationale est une question économique ». Dupuis rappelle que, au cours de ces années, les thèmes centraux développés par Montpetit dans la revue étaient « la nécessité de développer l'instruction et le besoin de canaliser l'épargne canadienne-française par la pratique du ‘’patriotisme des affaires’’».
Les liens entre Montpetit et le groupe d’intellectuels gravitant autour du chef nationaliste Lionel Groulx semblent s’être distendus avec les années. Dans ses mémoires, Groulx tient des propos sévères sur l’économiste, à qui il reproche certaines failles sur le plan du caractère. L'économiste est partisan de la modération, du juste milieu, de la conciliation, ce qui ne peut sans doute qu'agacer le prêtre-historien. Si Montpetit est bien « nationaliste (défense de la langue, de la culture et de la foi des Canadiens français), il n'est pas chauvin et demeure fervent fédéraliste; francophile, il n'en méprise pas pour autant d'entrer en contact avec des universitaires canadiens-anglais, américains ou anglais; amené à participer à la vie politique de son pays et à intervenir dans différents débats (...) ». Une part de l'explication réside sans doute aussi dans l’attachement de Montpetit aux idées libérales et dans sa fidélité à l’égard du parti libéral. Il faillit même, selon Peter Southam, « se présenter comme candidat libéral à l’élection générale de 1931 », mais s’en abstint finalement. Ses collègues économistes, comme Angers, Barbeau et Minville n'hésiteront pas, contrairement à lui, à « nouer des liens avec des tendances politiques plus conservatrices (L’Action nationale, École sociale populaire, Union nationale) ».

## Distinctions
Édouard Montpetit reçoit de nombreuses distinctions honorifiques tout au long de sa vie.
- 1912 - Officier de l’instruction publique
- 1914 - Membre de la Société royale du Canada
- 1924 - Membre de l’Académie royale de la langue et de la littérature françaises de Belgique
- 1924 - Chevalier de la Légion d’honneur
- 1935 - Médaille Lorne Pierce de la Société royale du Canada
- 1936 - Membre de l’Académie coloniale de France
- 1949 - Membre de l’Académie des sciences morales et politiques
- 1950 - Doyen honoraire à vie de la Faculté des sciences sociales et secrétaire général honoraire de l’Université de Montréal

## Hommages
En 1967, on dévoila un monument à sa mémoire sur le campus de l’Université de Montréal et changea le nom de l’avenue Maplewood en celui de boulevard Édouard-Montpetit.
Portent aussi son nom :
- le Collège Édouard-Montpetit (un CÉGEP à Longueuil)
- l'école secondaire Édouard-Montpetit à Montréal près de la station Cadillac
- une station de métro à Montréal
- une avenue à Montmagny et à Québec et une rue à Laval

## Publications
- Les Survivances françaises au Canada (1913)
- Une Science Nécessaire : Objet, intérêt et méthode de l'Économie politique (1916)
- Notre Avenir : L'Enseignement professionnel et la Constitution d'une élite (1917)
- La Veillée des berceaux (1919)
- Au Service de la Tradition française (1920)
- Pour une Doctrine (1931)
- Sous le Signe de l'Or (1932)
- Les Cordons de la bourse (1935)
- Le Front contre la vitre (1936)
- D'Azur à trois Lys d'Or (1937)
- La Conquête économique (1938-1940)
- Reflets d'Amérique (1941)
- Souvenirs I (1944)
- Propos sur la montagne: Essais (1946)
- Souvenirs II (1949)
- Souvenirs III (1955)